# Floyd (Novo México)
Floyd é um povoado localizado no estado americano de Novo México, no Condado de Roosevelt.

## Demografia
Segundo o censo americano de 2010, a sua população era de 133 habitantes.
Em 2012, foi estimada uma população de 135, um acréscimo de 2 (+1,5%).

## Geografia
De acordo com o United States Census Bureau tem uma área de
8,0 km², totalmente cobertos por terra. Floyd localiza-se a aproximadamente 1266 m acima do nível do mar.

## Localidades na vizinhança
O diagrama seguinte representa as localidades num raio de 36 km ao redor de Floyd.